# Geraldia pallida
Geraldia pallida là một loài ruồi trong họ Tachinidae.